# Heston Blumenthal lehetetlen küldetése
A Heston Blumenthal lehetetlen küldetése angol televíziós sorozat, amelynek főszereplője Heston Blumenthal szakács. Magyarországon az RTL Klub, később az RTL II tűzte műsorra.

## Ismertető
Heston Blumenthal, a molekuláris gasztronómia szakértője; a négyrészes minisorozatban tudományos szempontból közelíti meg az ételkészítést.

## Epizódok
1. A gyermekkórház
2. A mozihálózat
3. A légitársaság
4. A haditengerészet